# Kanton Juvigny-sous-Andaine
Kanton Juvigny-sous-Andaine (francouzsky Canton de Juvigny-sous-Andaine) byl francouzský kanton v departementu Orne v regionu Dolní Normandie. Tvořilo ho 13 obcí. Zrušen byl po reformě kantonů 2014.

## Obce kantonu
- Bagnoles-de-l'Orne
- La Baroche-sous-Lucé
- Beaulandais
- La Chapelle-d'Andaine
- Geneslay
- Haleine
- Juvigny-sous-Andaine
- Loré
- Lucé
- Perrou
- Saint-Denis-de-Villenette
- Sept-Forges
- Tessé-Froulay